# Aviron Bayonnais FC
Aviron Bayonnais Football Club is een Franse voetbalclub uit Bayonne. De club werd opgericht in 1935 als sectie van de oudere omni-sportvereniging Aviron Bayonnais. De thuiswedstrijden worden in het Stade Didier Deschamps gespeeld, dat plaats biedt aan 3.500 toeschouwers. De clubkleuren zijn blauw-wit.

## Bekende (ex-)spelers
- Rémy Amieux
- Mohamed Dennoun
- Didier Deschamps (jeugdspeler)
- Vincent Laban
- Aymeric Laporte (jeugdspeler)
- Stéphane Ruffier